# Mikko Viitikko
Mikko Viitikko (Helsinki, 18 aprile 1995) è un calciatore finlandese, difensore del PPJ.

## Carriera

### Club
Viitikko ha cominciato la carriera con la maglia dell'HJK, giocando anche per la squadra riserve del club, il Klubi-04. Ha esordito in prima squadra il 16 aprile 2014: è stato impiegato dal primo minuto nella vittoria per 2-0 sul RoPS, sfida valida per la Suomen Cup.
Il debutto in Veikkausliiga è arrivato il 2 agosto successivo: è stato schierato titolare nella vittoria per 0-1 arrivata sul campo del MyPa. È rimasto in squadra sino al termine di quella stessa stagione, in cui l'HJK ha vinto il campionato.
In vista della Veikkausliiga 2015, Viitikko è passato al VPS. Ha giocato la prima partita il 23 aprile, nella sconfitta per 1-0 patita sul campo del KuPS. Il 9 luglio successivo ha esordito nelle competizioni europee per club, quando è stato schierato in campo nella partita persa per 4-0 in casa dell'AIK, sfida valida per i turni preliminari dell'edizione stagionale dell'Europa League.
Il 19 gennaio 2018, Viitikko è stato ufficialmente ingaggiato dai norvegesi del Fredrikstad, a cui si è legato con un contratto biennale.
Il 30 novembre 2018 ha fatto ritorno in Finlandia per giocare nel Lahti.

### Nazionale
Viitikko ha giocato per la Finlandia under 21: il 2 giugno 2016 ha disputato la prima partita nelle qualificazioni al campionato europeo, in occasione del successo per 1-6 arrivato sul campo delle Fær Øer.

## Statistiche

### Presenze e reti nei club
Statistiche aggiornate al 30 gennaio 2018.
| Stagione        | Club            | Campionato      | Campionato | Campionato | Coppe nazionali | Coppe nazionali | Coppe nazionali | Coppe continentali | Coppe continentali | Coppe continentali | Supercoppe | Supercoppe | Supercoppe | Totale | Totale |
| Stagione        | Club            | Comp            | Pres       | Reti       | Comp            | Pres            | Reti            | Comp               | Pres               | Reti               | Comp       | Pres       | Reti       | Pres   | Reti   |
| --------------- | --------------- | --------------- | ---------- | ---------- | --------------- | --------------- | --------------- | ------------------ | ------------------ | ------------------ | ---------- | ---------- | ---------- | ------ | ------ |
| 2011            | Klubi-04        | Ka              | 1          | 0          | -               | -               | -               | -                  | -                  | -                  | -          | -          | -          | 1      | 0      |
| 2012            | Klubi-04        | Ka              | 13         | 0          | -               | -               | -               | -                  | -                  | -                  | -          | -          | -          | 13     | 0      |
| 2013            | Klubi-04        | Ka              | 23         | 2          | -               | -               | -               | -                  | -                  | -                  | -          | -          | -          | 23     | 2      |
| 2014            | Klubi-04        | Ka              | 6          | 1          | -               | -               | -               | -                  | -                  | -                  | -          | -          | -          | 6      | 1      |
| Totale Klubi-04 | Totale Klubi-04 | Totale Klubi-04 | 43         | 3          |                 | -               | -               |                    | -                  | -                  |            | -          | -          | 43     | 3      |
| 2012            | HJK             | VL              | 0          | 0          | CF+CdL          | 0               | 0               | UCL+UEL            | -                  | -                  | -          | -          | -          | 0      | 0      |
| 2013            | HJK             | VL              | 0          | 0          | CF+CdL          | 0               | 0               | UCL                | -                  | -                  | -          | -          | -          | 0      | 0      |
| 2014            | HJK             | VL              | 3          | 0          | CF+CdL          | 1+0             | 0               | UCL+UEL            | 0                  | 0                  | -          | -          | -          | 4      | 0      |
| Totale HJK      | Totale HJK      | Totale HJK      | 3          | 0          |                 | 1               | 0               |                    | 0                  | 0                  |            | -          | -          | 4      | 0      |
| 2015            | VPS             | VL              | 14         | 0          | CF+CdL          | 0+5             | 0               | UEL                | 1                  | 0                  | -          | -          | -          | 20     | 0      |
| 2016            | VPS             | VL              | 14         | 0          | CF+CdL          | 1+3             | 0               | -                  | -                  | -                  | -          | -          | -          | 18     | 0      |
| 2017            | VPS             | VL              | 25         | 0          | CF+CdL          | 6+0             | 0               | UEL                | 4                  | 0                  | -          | -          | -          | 35     | 0      |
| Totale VPS      | Totale VPS      | Totale VPS      | 53         | 0          |                 | 7+8             | 0               |                    | 5                  | 0                  |            | -          | -          | 73     | 0      |
| 2018            | Fredrikstad     | 2D              | 1          | 0          | CN              | 0               | 0               | -                  | -                  | -                  | -          | -          | -          | 1      | 0      |
| 2019            | Lahti           | VL              | 0          | 0          | CF+CdL          | 0               | 0               | -                  | -                  | -                  | -          | -          | -          | 0      | 0      |
| Totale          | Totale          | Totale          | 100        | 3          |                 | 16              | 0               |                    | 5                  | 0                  |            | -          | -          | 121    | 3      |